# Unidos da Barra da Tijuca
Grêmio Recreativo Escola de Samba Unidos da Barra da Tijuca (ou simplesmente Unidos da Barra da Tijuca) é uma escola de samba da cidade do Rio de Janeiro, sediada no bairro da Barra da Tijuca.

## História
A escola foi criada em março de 2018, e filiada à ACAS para desfilar no Carnaval de 2019. Em seu primeiro carnaval, o tema de seu desfile foi seu bairro de origem. A escola terminou em quarto lugar, ficando a uma posição da ascensão para o Grupo D. Naquele ano, um de seus compositores foi Aluízio Machado, um dos maiores compositores da história do Império Serrano. No ano seguinte, o próprio Aluízio Machado foi homenageado pela escola de samba, que contou com o ex-presidente do Clube de Regatas do Flamengo, Eduardo Bandeira de Mello, desfilando, junto a um grupo de diretores, no lugar da comissão de frente, que não compareceu. Desta forma, a escola acabou levando nota mínima no quesito.

## Segmentos

### Presidentes
| Nome                   | Mandato          | Ref.  |
| ---------------------- | ---------------- | ----- |
| Mário do Leme Sem Leme | 2018- atualidade | [ 4 ] |
| Fernando Cirne         | ?- atualidade    | [ 5 ] |

### Presidentes de Honra
| Nome           | Mandato        | Ref.  |
| -------------- | -------------- | ----- |
| Nei Suassuna   | ? - ?          | [ 6 ] |
| Fernando Cirne | ? - atualidade | [ 5 ] |

### Intérpretes
| Período | Intérpretes oficiais          | Ref   |
| ------- | ----------------------------- | ----- |
| 2019    | Marco Vivan                   |       |
| 2020    | Marcos Vivan e Diogão Pereira | [ 5 ] |

### Diretores
| Ano  | Direção de Carnaval              | Direção de Harmonia | Mestre de Bateria | Ref   |
| ---- | -------------------------------- | ------------------- | ----------------- | ----- |
| 2019 | Waleska Laine                    | Rafa Luz            | Pato Roco         | [ 7 ] |
| 2020 | Ângelo Mouzinho e Marília Araújo | Victor Cavalcante   | Pato Roco         | [ 6 ] |
| 2022 | Marcyo Oliveira                  | Luciana Corrêa      | Pato Roco         |       |

### Coreógrafos
| Ano  | Nome                                                    | Ref   |
| ---- | ------------------------------------------------------- | ----- |
| 2019 | Ana Magdalena, Carlos Eduardo Amâncio e Rodrigo Balbino | [ 7 ] |
| 2020 | Carlos Eduardo Amâncio e Rodrigo Balbino                | [ 6 ] |

### Rainhas de Bateria
| Ano   | Rainha          | Ref   |
| ----- | --------------- | ----- |
| 2019  | Monique Rizzeto | [ 7 ] |
| 2020- | Duda Maciel     | [ 5 ] |

### Mestre-sala e Porta-bandeira
| Ano   | Rainha                   | Ref   |
| ----- | ------------------------ | ----- |
| 2019  | Yuri Pires e Maura Luiza | [ 7 ] |
| 2020- | Yuri Pires e Maura Luíza | [ 6 ] |

## Carnavais
| Ano | Colocação | Grupo | Enredo | Carnavalesco | Ref.              |
| --- | --- | --- | --- | --- | ----------------- |
| 2019 | 4º lugar | Série E (sexta divisão)                                                                                               | Eu não sei se você é, mas eu sei que eu sou, Barra da Tijuca, meu Amor! Compositores:Aluísio Machado, Paulinho Valença, Carlitos Santos, Victor Alves, Robinho Soares, Doc Santana, Marco Ribeiro, Hilara Rodrigues, França JR. e Fernando Tupinambá. Participação Especial: Leandro Maninho                                                           | Marco Aranha e Marcyo de Olliveira                                                                                    | [ 8 ] [ 7 ]       |
| 2020 | 14º lugar | Grupo de Avaliação (quinta divisão)                                                                                   | Obrigado meu Deus! Aluísio Machado - A vida e a arte de um baluarte Compositores: Paulinho Valença, Carlitos Salvador Santos RJ, Doc Santana, Róbson “Robinho” Soares, Dr. Castilho, Jorge Barbosa, Fabiano Alcântara e Rodrigo Moreira. Participações Especiais: França JR, Victor Alves, Fernando Tupinambá, Hilara Rodrigues, Antônio Carlos Soares | Comissão de carnaval                                                                                                  | [ 9 ] [ 6 ] [ 3 ] |
| Inicialmente adiados para o mês de julho, os desfiles do Carnaval 2021 foram cancelados devido a pandemia de Covid-19 | Inicialmente adiados para o mês de julho, os desfiles do Carnaval 2021 foram cancelados devido a pandemia de Covid-19 | Inicialmente adiados para o mês de julho, os desfiles do Carnaval 2021 foram cancelados devido a pandemia de Covid-19 | Inicialmente adiados para o mês de julho, os desfiles do Carnaval 2021 foram cancelados devido a pandemia de Covid-19 | Inicialmente adiados para o mês de julho, os desfiles do Carnaval 2021 foram cancelados devido a pandemia de Covid-19 | [ 10 ]            |
| 2022 | 6º Lugar | Grupo de Avaliação (quinta divisão)                                                                                   | A Arte de Sorrir cada vez que o Mundo diz não! | Marco Aramha | [ 11 ]            |
| 2023 | Vice-campeã | Série Bronze (Segunda-feira) (quarta divisão)                                                                         | Icamiabas Compositores: Alex Ribeiro, Carlitos Santos, Júnior Nova Rio, Robinho Soares e Gui Cirne | Plínio Santtos | [ 12 ]            |
| 2024 | 6º Lugar | Série Prata (Terça-feira) (terceira divisão)                                                                          | Encontro das Águas | Plínio Santos | [ 13 ]            |
| 2025 | 24.º Lugar (Rebaixada)                                                                                                | Série Prata (terceira divisão)                                                                                        | Sapucaí - Uma Viagem em Quatro Tempos | Aian Honorato e Guto Carrilho                                                                                         | [ 14 ]            |